# Julie Dreyfus
Julie Dreyfus (ur. 24 stycznia 1966) – francuska aktorka telewizyjna i filmowa.
Zdobyła dużą popularność w Japonii, ze względu na występy w tamtejszej telewizji. Sławę międzynarodową przyniosła jej rola w filmie Kill Bill Quentin Tarantino. Mówi płynnie w języku francuskim, angielskim i japońskim.

## Biografia
Julie Dreyfus urodziła się w 1966 roku w Paryżu. Jej rodzicami byli francuska aktorka Pascale Audret i producent Francis Dreyfus, którzy rozwiedli się w 1973 roku. Jej ojciec pochodził z rodziny alzackich i rumuńskich Żydów, a matka była rodowitą Francuzką.
Julie wychowywała się we Francji, choć często też odwiedzała Wielką Brytanię. W 1985 roku rozpoczęła studia w Instytucie Języków i Kultur Orientalnych na Uniwersytecie Paryskim, gdzie uczyła się języka japońskiego. Jej wykształcenie obejmowało też projektowanie wnętrz i japońską architekturę. Po studiach przeniosła się do Japonii, by na University of Foreign Studies w Osace odbyć sześciomiesięczny intensywny kurs języka japońskiego. Po ukończeniu kursu przeprowadziła się do Tokio, pracując w niepełnym wymiarze godzin w studiu projektowym, kontynuując prywatne lekcje japońskiego.
W 1988 roku pojawiła się jako instruktor języka francuskiego w porannym programie edukacyjnym NHK. Występ w japońskiej telewizji przyniósł jej wielką popularność w tym kraju. Dzięki temu pojawiać się zaczęła w innych produkcjach telewizyjnych i filmowych uzyskując z czasem status gwiazdy. Wystąpiła m.in. w telewizyjnym programie kulinarnym Ryōri no Tetsujin jako gość i sędzia.
W czasie jednego z festiwali filmowych w Japonii poznała amerykańskiego reżysera Quentina Tarantino. Udział w jego filmie Kill Bill zapewnił jej międzynarodową sławę. W 2009 roku pojawiła się w jego filmie Bękarty wojny.

## Filmografia wybrana
- 1992: Toki rakujitsu
- 1994: Rampo
- 1995: A Feast at Midnight
- 1998: Legal Aliens
- 1999: The Godson
- 2000: Bathory
- 2003: Kill Bill – Volume 1
- 2004: Kill Bill – Volume 2
- 2008: Tokyo!
- 2008: Vinyan
- 2009: Bękarty wojny